# Balmikismo

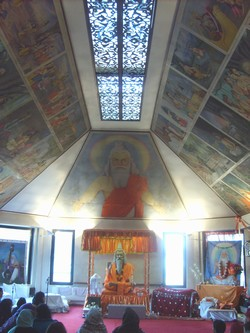
Un ashram de Valmiki en Southall, Reino Unido

El balmikismo o valmikismo es una secta hindú que venera al sabio Srishtikarta o Valmiki (también conocido como Bala Shah o Lal Beg) como su antepasado y santo patrón. Los seguidores creen que Valmiki era un avatar de Dios y consideran sus obras, el Ramayana y el Yoga Vásishtha, como sus escrituras sagradas. A Balmiki se le suele representar vistiendo ropa roja y por eso se le conoce como Lal Bhekh (o Lal Beg).
Los mandirs (templos) de Valmiki están abiertos a todos y el festival más importante celebrado por los hindúes de Valmiki es el Valmiki Jayanti, que marca el cumpleaños de Valmiki.
Existen numerosos devotos en los templos hindúes dedicados a Valmiki, en particular aquellos que forman parte de la comunidad Valmiki. Sin embargo, también se observa la presencia de seguidores de otras castas que acuden a rendir sus oraciones en estos lugares sagrados, y los benefactores de los templos de Valmiki provienen de una variedad de castas.

## Demografía
| Estado, UT       | Población | Población % | Notas |
| ---------------- | --------- | ----------- | --- |
| Andhra Pradesh   | 70,513    | 0.083%      | En el estado conjunto de Andhara Pradesh, durante el censo de 2011, la casta Valmiki se había contado como una tribu registrada en lugar de una casta registrada.   |
| Bihar            | 207,549   | 0.199%      | Contada como Hari, Mehtar, Bhangi |
| Chandigarh       | 82,624    | 7.82%       | Contada como Mazhabi, Balmiki, Chura o Bhangi |
| Chhattisgarh     | 19,016    | 0.074%      | Contada como Bhangi, Mehtar, Balmiki, Lalbegi, Dharkar |
| NCT de Delhi     | 577,281   | 3.43 %      | Contada como Chuhra (Balmiki) |
| Gujarat          | 439,444   | 0.72%       | Contados como Bhangi, Mehtar, Olgana, Rukhi, Malkana, Halalkhor, Lalbegi, Balmiki, Korar, Zadmalli, Barwashia, Barwasia, Jamphoda, Zampada, Zampda, Rushi, Valmiki. |
| Haryana          | 1,079,682 | 4.25%       | Contada como Balmiki, Chura, Bhangi, Mazhabi y Mazhabi Sikh |
| Himachal Pradesh | 35,150    | 0.51%       | Contada como Balmiki, Bhangi, Chuhra, Chura, Chuhre y Mazhabi. |
| Jharkhand        | 58,242    | 0.17%       | Contada como Hari, Mehtar, Bhangi |
| Karnataka        | 5,281     | 0.0086%     | Contados como Bhangi, Mehtar, Olgana, Rukhi, Malkana, Halalkhor, Lalbegi, Balmiki, Korar, Zadmalli.                                                                 |
| Madhya Pradesh   | 365,769   | 0.5%        | Contada como Bhangi, Mehtar, Balmik, Lalbegi, Dharkar |
| Maharashtra      | 217,166   | 0.19%       | Contados como Bhangi, Mehtar, Olgana, Rukhi, Malkana, Halalkhor, Lalbegi, Balmiki, Korar, Zadmalli, Hela.                                                           |
| Punjab           | 3,500,874 | 12.61%      | Contada como Mazhabi, Mazhabi Sikh, Balmiki, Chuhra, Bhangi |
| Rajasthan        | 625,011   | 0.91%       | Contados como Majhabi, Bhangi, Chura, Mehtar, Olgana, Rukhi, Malkana, Halalkhor, Lalbegi, Balmiki, Valmiki, Korar, Zadmalli.                                        |
| Uttarakhand      | 118,421   | 1.17%       | Contada como Mazhabi y Balmiki |
| Uttar Pradesh    | 1,319,241 | 0.66%       | Contada como balmiki |